# Walter Hume Long
Walter Hume Long från 1921 Long of Wraxall, född 13 juli 1854, död 26 september 1924, var en brittisk politiker.
Long var konservativ medlem av underhuset 1880-1920, jordbruksminister 1895-1900, lokalförvaltningsminister 1900-1905, minister för Irland 1905-06, lokalförvaltningsminister 1915-16, kolonialminister 1916-19 samt sjöminister 1919-21.